# بخش کاس (شهرستان ریچلند، اوهایو)
بخش کاس (به انگلیسی: Cass Township) یک منطقهٔ مسکونی در ایالات متحده آمریکا است که در شهرستان ریچلند، اوهایو واقع شده‌است.
 بخش کاس ۶۶٫۸ کیلومتر مربع مساحت و ۱٬۷۳۵ نفر جمعیت دارد و ۳۳۰ متر بالاتر از سطح دریا واقع شده‌است.